# 横带唇鱼
横带唇鱼（学名：Cheilinus faseiatus），俗名斑節龍，為輻鰭魚綱鱸形目隆頭魚亞目隆頭魚科的其中一種。

## 分布
本魚分布印度太平洋區，東非、紅海、留尼旺、塞席爾群島、模里西斯、馬爾地夫、印度、緬甸、馬來西亞、泰國、日本、中國、台灣、印尼、菲律賓、澳洲、馬里亞納群島、新喀里多尼亞、帛琉、密克羅尼西亞、馬紹爾群島、庫克群島、關島、薩摩亞群島、東加、萬納杜等海域。

## 特徵
本魚體側扁，唇厚，體色變化大。幼魚體紅棕色，具8至9條白色細橫帶，隨成長而白帶變寬，體色由紅棕色轉為暗褐色，胸鰭附近區域具橘紅色大斑；成魚則完全轉為黑橫帶，紅色區域大而顯眼，尾鰭由截形變成上下葉延長。老成魚的額頭還會似長腫瘤斑突出。背鰭硬棘9枚、背鰭軟條10枚；臀鰭硬棘3枚、臀鰭軟條8枚。體長可達40公分。

## 生態
本魚棲息在珊瑚生長茂盛的礁沙混合區。屬肉食性，以小型底棲動物為食。具性轉變。

## 經濟利用
可做為觀賞魚。